# Kanka (naczynie)

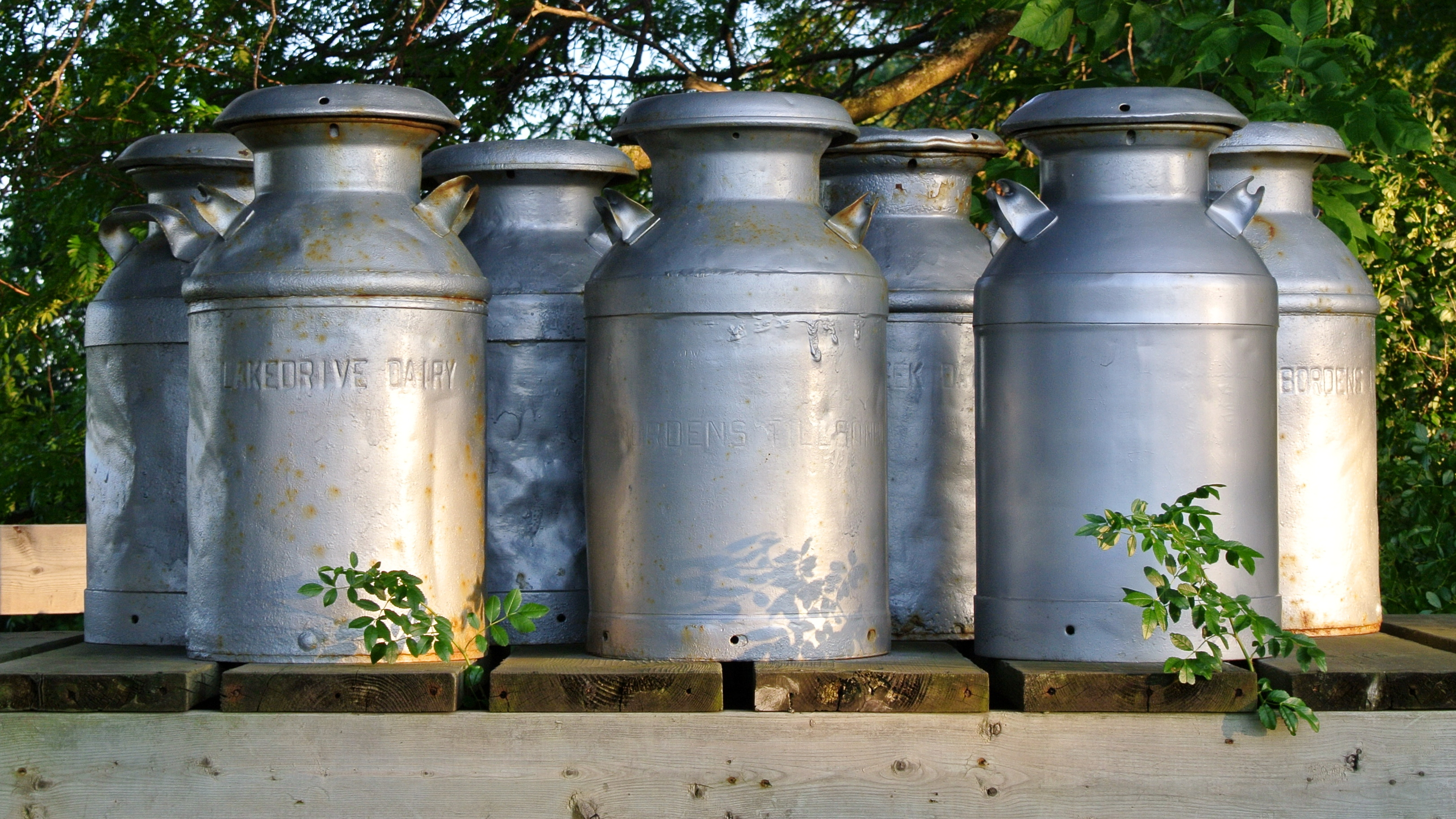
Kanki na mleko

Kanka – blaszane naczynie używane do przechowywania płynów, zwykle mleka. Kanka jest produkowana ze stali ocynkowanej lub nierdzewnej, szczelnie zamykana pokrywką. Słowo Kanka jest regionalizmem o charakterze dialektalno-kontaktowym, występującym między innymi w gwarze poznańskiej, gnieźnieńskiej czy mazurskiej. W gwarze góralskiej kanka oznacza dzban na mleko. W wielu innych regionach kanka jest znana jako konew do mleka lub bańka.